# Червоний велосипед
«Червоний велосипед» — радянський художній телефільм 1979 року, знятий на кіностудії «Білорусьфільм».

## Сюжет
1918 рік. Незважаючи на укладення миру між Радянською Росією і Німеччиною, на кордоні тривають провокації. У рідне село повертається солдат Якуб Ковальонок. На ярмарку він намагається купити коня, готовий викласти за нього все, навіть продати гранату. Її вихоплює якийсь панич і тікаючи залишає Якубу червоний велосипед. У селі Якуб дізнається, що йому дістався велосипед Стася Добужинського, зв'язкового банди Курневича, яку давно вистежує загін червоноармійців. Більшовичка Олена впізнає велосипед зрадника і реквізує його, незважаючи на пояснення Якуба. Обурений таким беззаконням Якуб вирішує добитися справедливості і пише лист зі скаргою самому Леніну…

## У ролях
- Семен Морозов — Якуб Ковальонок
- Світлана Переладова — Олена Борисевич, член ревкому
- Людмила Дмитрієва — Христина, дружина Якуба Коваленка
- Олександр Аржиловський — Ясинський, голова ревкому
- Анатолій Равикович — фотограф
- Юрій Баталов — Самохвал, червоноармієць
- Лев Борисов — Карчук, куркуль
- Євген Бородін — Михась
- Олександр Лебедєв — веселий чоловічок
- Іван Сидоров — Іван, солдат-інвалід
- Віктор Шалигін — епізод
- Олександра Зиміна — бабка
- Тамара Муженко — тітка з куркою
- Євген Богданович — Семен, селянин
- Ніна Розанцева — селянка
- Анатолій Костецький — епізод
- Ростислав Шмирьов — епізод
- Володимир Грицевський — Костя, телеграфіст ревкому
- Єлизавета Матісова — епізод
- Олександр Безпалий — бандит
- Олександр Мельников — епізод
- Станіслав Вількін — Стась Добужинський, зв'язковий
- Іван Жаров — селянин

## Знімальна група
- Режисер — Юрій Оксанченко
- Сценаристи — Елеонора Мілова, Володимир Орлов
- Оператор — Олександр Бетєв
- Художник — Леонід Єршов